# Grums distrikt
Grums distrikt är ett distrikt i Grums kommun och Värmlands län. Distriktet ligger omkring Grums i södra Värmland.

## Tidigare administrativ tillhörighet
Distriktet inrättades 2016 och utgörs av en del av området Grums köping omfattade till 1971, delen som köpingen utgjorde före 1969, och före 1948 Grums socken.
Området motsvarar den omfattning Grums församling hade vid årsskiftet 1999/2000.

## Tätorter och småorter
I Grums distrikt finns en tätort och två småorter.

### Tätorter
- Grums

### Småorter
- Medskog
- Åshammar